# Вимислув (гміна Кіє)
Вимислув (пол. Wymysłów) — село в Польщі, у гміні Кіє Піньчовського повіту Свентокшиського воєводства.
Населення — 54 особи (2011).
У 1975-1998 роках село належало до Келецького воєводства.

## Демографія
Демографічна структура на день 31 березня 2011 року:
|          | Загалом | Допрацездатний вік | Працездатний вік | Постпрацездатний вік |
| -------- | ------- | ------------------ | ---------------- | -------------------- |
| Чоловіки | 24      | 7                  | 14               | 3                    |
| Жінки    | 30      | 5                  | 17               | 8                    |
| Разом    | 54      | 12                 | 31               | 11                   |